# オビディオ・グスマン
オビディオ・グスマン・ロペス（Ovidio Guzmán López 1990年3月29日生）は、メキシコの麻薬組織の一つであるシナロア・カルテルの幹部。

## 経歴
シナロア・カルテルの首領であったホアキン・グスマンの息子の一人とされている。2016年、父親のグスマンが拘束されると組織の幹部と目されるようになり、2019年2月には、アメリカ司法省が兄であるホアキン・グスマン・ロペス、ヘスス・アルフレド・グスマン・サラザール、イヴァン・アーキバルド・グスマン・サラザールとともに麻薬密輸容疑等で訴追し、アメリカ国務省により各人に最大500万ドルの懸賞金がかけられた。なお、長兄であるエドガル・グスマン・ロペスもカルテルの幹部であったが、2008年５月にクリアカンのショッピングセンターの駐車場で敵対組織であるベルトラン・レイバ・カルテルによって暗殺されている。

### 2019年の逮捕
2019年10月17日、メキシコ国家警備隊はクリアカンでオビディオを捕捉、一時は拘束することに成功した。しかしながらカルテル側が、警備隊の要員を上回る規模、火力で応戦を開始したため、市民に影響が出ることを恐れた警備隊側は準備不足であったとして作戦を中止。オビディオを釈放している。

### 2023年の逮捕
2023年1月5日、メキシコ治安当局が組織の拠点があるクリアカンで再びオビディオを逮捕した。しかし急襲作戦に抵抗する組織との間で銃撃戦となり、治安部隊側は10人が死亡、カルテル側は19人が死亡した。
さらにトラックに火を放ったり、道路を封鎖したり、空港で民間機を銃撃するなどの混乱が生じたため、メキシコ当局は学校や行政施設などを閉鎖し、住民に外出しないよう注意を呼びかけた。

### アメリカへ移送
2023年9月15日、アメリカ司法省は、オビディオがメキシコからアメリカに移送されたと発表した。